# SAF Radio
SAF Radio var en närradiostation i Stockholm. Svenska arbetsgivarföreningen finansierade projektet. SAF Radio startades 1986, drevs de tre första åren av Lasse Lundeberg och sände på frekvenserna 88,9, 90,5 och 95,3 FM i huvudstaden. Stationen blev senare Radio City på frekvensen 105,9 när den kommersiella lokalradion släpptes fram 1993. Stationen verkade för att kommersiell radio skulle tillåtas i Sverige.

### Fotnoter
1. ↑  ”Historia”. Stockholms närradio. http://www.narradio.se/historia.php. Läst 16 maj 2015.